# Ghiacciaio Fuerza Aérea

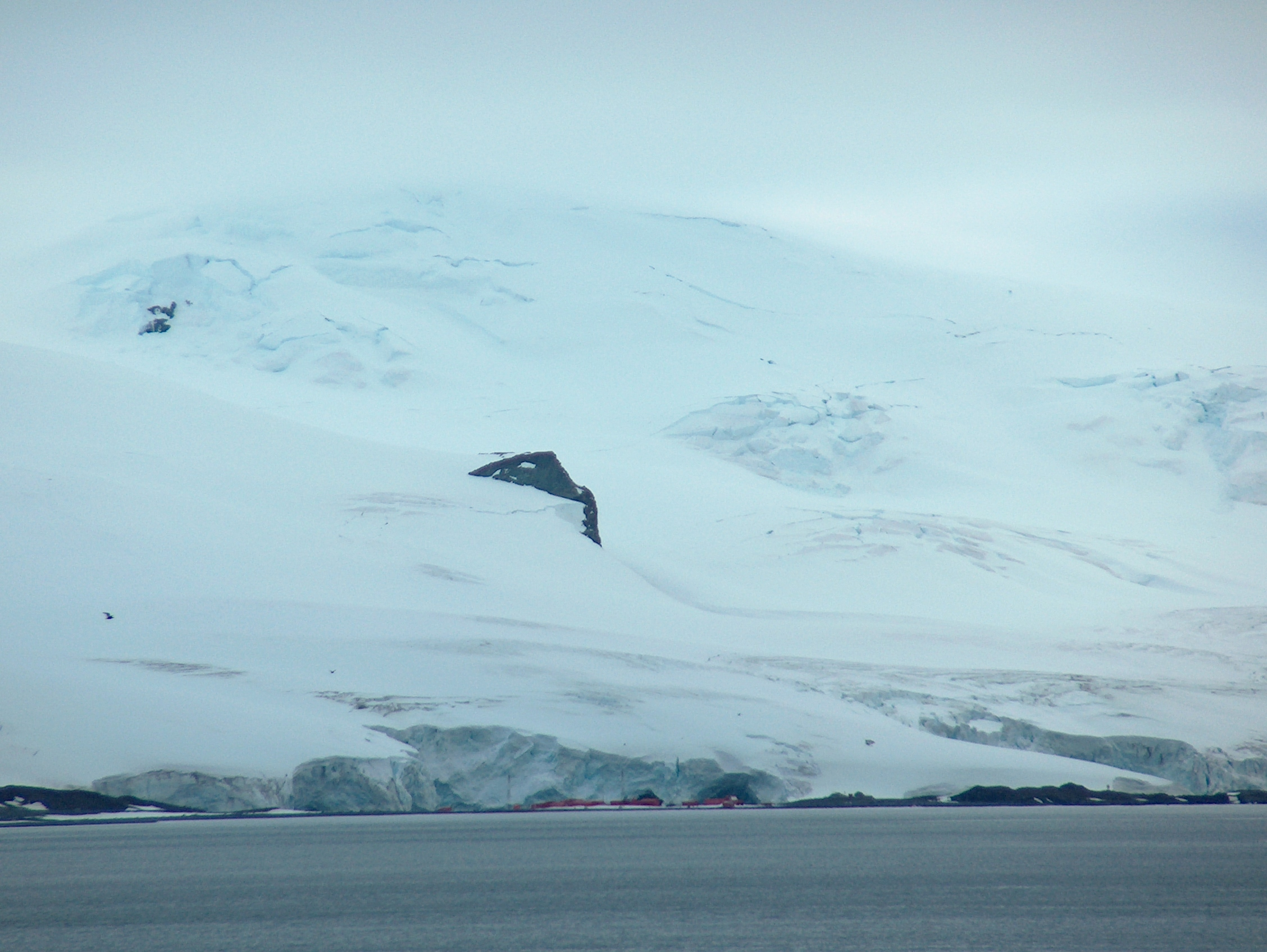
Il ghiacciaio Fuerza Aérea, visto dallo stretto Inglese.

Il ghiacciaio Fuerza Aérea è un ghiacciaio lungo circa 2,5 km e largo circa 4,5, situato sull'isola Greenwich, nelle isole Shetland Meridionali, un arcipelago antartico situato poco a nord della Penisola Antartica. Il ghiacciaio, più largo che lungo, si trova in particolare nella regione nord-orientale dell'isola, dove fluisce in direzione nord-ovest scorrendo lungo il versante nord-occidentale delle cime Breznik, fino a entrare nella baia Discovery.

## Storia
Il ghiacciaio Fuerza Aérea è stato così battezzato dai membri della prima spedizione antartica cilena, condotta nel 1947 al comando del commodoro Federico Guesalaga Toro, in onore dell'aeronautica militare del Cile.